# Lääne-Harju kommun
Lääne-Harju kommun (estniska: Lääne-Harju vald) är en kommun i landskapet  Harjumaa i nordvästra Estland. Staden Paldiski utgör kommunens centralort.
Kommunen bildades den 23 oktober 2017 genom en sammanslagning av staden Paldiski och de tre landskommunerna Keila, Padis och Vasalemma.

## Orter
I Lääne-Harju kommun finns en stad, sex småköpingar och 45 byar.

### Stad
- Paldiski

### Småköpingar
- Karjaküla
- Keila-Joa
- Klooga
- Rummu
- Vasalemma
- Ämari

### Byar
- Aklop (estniska: Alliklepa)
- Altküla
- Audevälja
- Harju-Risti
- Hatu
- Illurma
- Karilepa
- Kasepere
- Keelva
- Keip (estniska: Keibu)
- Kersalu
- Kloogaranna
- Kobru
- Korkis (estniska: Kurkse)
- Kulna
- Kõmmaste
- Käesalu
- Laane
- Langa
- Laoküla
- Laulasmaa
- Lehola
- Lemmaru
- Lohusalu
- Madise
- Maeru
- Meremõisa
- Metslõugu
- Määra
- Nahkjala
- Niitvälja
- Näsbyn (estniska: Vintse)
- Ohtu
- Padis (estniska: Padise)
- Pae
- Päts (estniska: Pedase)
- Põllküla
- Suurküla
- Tuulna
- Tõmmiku
- Valkse
- Veskiküla
- Vilivalla
- Vippal (estniska: Vihterpalu)
- Ängesbyn (estniska: Änglema)